# Bactromyia longifacies
Bactromyia longifacies là một loài ruồi trong họ Tachinidae.